# Fatih-Sultan-Mehmet-Brücke
Die Fatih-Sultan-Mehmet-Brücke oder Zweite Bosporus-Brücke (türkisch Fatih Sultan Mehmet Köprüsü, kurz FSM, oder İkinci Boğaziçi Köprüsü), benannt nach Sultan Mehmed II., ist die zweite von drei Brücken in Istanbul, die den Bosporus überspannen und so den europäischen mit dem asiatischen Teil der Stadt verbinden. Sie wurde 1988 eröffnet und liegt etwa fünf Kilometer nördlich der Brücke der Märtyrer des 15. Juli von 1973. Die nur für Kraftfahrzeuge freigegebene und mautpflichtige Brücke dient als Streckenabschnitt der Autobahn O-2 dem innerstädtischen Verkehr, ist aber auch Teil der Verbindung von Edirne nach Ankara.

## Beschreibung
Die Fatih-Sultan-Mehmet-Brücke ist eine Hängebrücke mit je vier durch einen Mittelstreifen getrennte Fahrstreifen und beiderseits einem Fußweg. Das fast horizontal verlaufende Brückendeck verbindet die auf den Hochufern gelegenen Stadtteile, die Stadtviertel unmittelbar am Ufer liegen tief unter der Brücke. Sie überquert den Bosporus mit einer lichten Höhe von 64 m, so dass auch große Schiffe wie Flugzeugträger und Kreuzfahrtschiffe passieren können.
Anders als bei der ersten Bosporusbrücke stehen ihre Pylone nicht am Ufer des Bosporus, sondern oben auf dem Hochufer. Da die zur Brücke führende Autobahn auf beiden Seiten bis zu den Pylonen reicht, gibt es außerhalb der Pylone keine Brückenfelder, sondern nur die über jeweils 210 m von den Pylonen zu den Ankerblöcken gespannten Tragkabel.
Die gesamte Länge des Bauwerks von Ankerblock zu Ankerblock gemessen beträgt 1510 m. Die Spannweite zwischen den Pylonen beträgt 1090 m. Die Fatih-Sultan-Mehmet-Brücke hat damit ein um 16 m längeres Brückendeck als die erste Bosporusbrücke, benötigt aber keine langen äußeren Brückenfelder.
Auch ihre stählernen Pylone haben außer den Fundamenten keinen Unterbau. Sie beginnen auf dem Hochufer knapp unterhalb des Brückendecks und sind deshalb (einschließlich der Füße in den Betonsockeln) nur 111,1 m hoch. Sie überragen die Fahrbahn um 98,2 m. Ähnlich wie bei der ersten Bosporusbrücke sind die beiden Stiele der Pylone durch einen Querriegel auf halber Höhe über der Fahrbahn und durch einen zwischen den Spitzen miteinander verbunden und versteift.
Das Brückendeck besteht, wie bei der ersten Bosporus-Brücke, aus einem aerodynamisch günstig geformten, flachen Hohlkasten aus Stahlblechen, dessen Form im Windkanal getestet wurde, um dem Wind wenig Widerstand zu bieten und aufgrund seines Profils Schwingungen und aeroelastisches Flattern zu vermeiden. Diese Methode wurde zuerst bei der Severn-Brücke angewandt vom Tragwerksplaner bei Freeman Fox & Partners William Brown, der auch Tragwerksplaner und ausführender Ingenieur der Fatih-Sultan-Mehmet-Brücke war.
Das Brückendeck ist insgesamt 39,4 m breit und nur 3 m hoch. Es hat eine 30,8 m breite flache Oberseite, die an beiden Rändern mit einer 1,5 m breiten Schräge in die etwas tiefer liegenden 2,8 m breiten Fußwege übergeht. Die flache, lediglich 23,8 m breite Unterseite des Hohlkastens ist mit den äußeren Rändern durch eine lange Schräge verbunden. Die Fußwege wirken deshalb ähnlich wie ein umgedrehter Flügel.
Die Tragkabel bestehen, wie bei allen großen Hängebrücken, aus Paralleldrahtseilen. Anders als bei der ersten Bosporus-Brücke haben die Planer hier wieder die üblichen senkrechten Hänger verwendet.

## Geschichte
Die Fatih-Sultan-Mehmet-Brücke wurde von Freeman Fox & Partners entworfen, die schon die erste Bosporus-Brücke und zwischenzeitlich auch die Humber-Brücke geplant hatten. Das türkische Ingenieurbüro BOTEK Bosphorus Technical Consulting Corp. war an der Planung und Bauüberwachung ebenfalls beteiligt.
Gebaut wurde die Fatih-Sultan-Mehmet-Brücke von einem Konsortium dreier japanischer (Ishikawajima-Harima Heavy Industries, Mitsubishi Heavy Industries und Nippon Kōkan), einer italienischen (Impregilo) und einer türkischen Firma (STFA). Der Erste Spatenstich wurde am 29. Mai 1985 vollzogen. Die Baukosten des Gesamtprojekts Kinali-Sakarya Highway, das den Brückenbau umfasste, betrugen 130 Millionen US-Dollar. Zum ersten Mal offiziell befahren wurde sie vom damaligen Ministerpräsidenten Turgut Özal am 3. Juli 1988 während der Eröffnungsfeier.

## Maut
Die Fatih-Sultan-Mehmet-Brücke ist mautpflichtig. Seit 2004 ist nur noch eine Zahlung per RFID-System möglich, die Zahlung mit Bargeld wurde genauso wie die mit Personen besetzten Mautkabinen abgeschafft.